# Адреналін
Адреналі́н, також епінефри́н — гормон та медіатор мозкової речовини надниркових залоз, що входить до групи фізіологічно активних речовин — катехоламінів. Також, це лікарський препарат «Адреналін/Епінефрин», що відносять до адренергічних препаратів (адреноміметиків).

Адреналін

Прискорює і посилює серцебиття, спричинює звуження кровоносних судин, чим зумовлює підвищення кров'яного тиску, зумовлює розслаблення гладкої мускулатури бронхів і травної системи, підвищення обміну речовин. У медичній практиці розчин солянокислої солі адреналіну вводять підшкірно (а іноді й внутрішньовенно чи внутрішньосерцево) при глибоких розладах кровообігу (гемодинаміки), що бувають при захворюваннях серцево-судинної системи, колапсі, деяких видах шоку (зокрема при анафілактичному), при алергічних захворюваннях, астматичних приступах, деяких отруєннях.
У спокійному стані у людини адреналін виробляється, але значно у меншій кількості, ніж при стресах.

## Термінологія
У 1901 році Джокічі Такамін запатентував очищений екстракт надниркових залоз, який був торговою маркою Parke, Davis & Co в США. Таким чином, британською схваленою назвою та терміном Європейської фармакопеї цей препарат є адреналін.
Однак фармаколог Джон Абель ще в 1897 році підготував екстракт із надниркових залоз і ввів назву епінефрин, щоб описати його (від давньогрецького ἐπῐ́ (epí), «на», і νεφρός (nephrós), «нирка» ). Вважаючи, що екстракт Абеля був таким самим, як екстракт Такаміна (це переконання з тих пір заперечувалося), епінефрин став [коли?] загальною назвою в США і залишається прийнятою в США назвою та міжнародною непатентованою назвою фармацевтичного препарату (хоча назва адреналін часто використовується).
Зараз цей термін є одним із небагатьох, що є відмінністю між системами імен МНН і BAN. Обидва терміни використовують лікарі та науковці, як рівноцінні синоніми. Тим не менш, навіть серед американських медиків (вчених та лікарів) рецептори до цієї речовини називаються адренорецепторами або адренергічними рецепторами, а лікарські засоби, що імітують його дію, часто називають адренергічними. Історія адреналіну та адреналіну розглядається Рао.

## Фізіологічні ефекти
Мозкова речовина надниркових залоз є основним джерелом загальної кількості циркулюючих катехоламінів (L-ДОФА має більш високу концентрацію в плазмі), хоча на нього припадає понад 90 % циркулюючого адреналіну. Мало адреналіну міститься в інших тканинах, переважно в розсіяних хромафінних клітинах і в невеликій кількості нейронів, які використовують адреналін як нейромедіатор (нейротрансмітер). Після адреналектомії вміст адреналіну в крові є нижче межі виявлення.
Фармакологічні дози адреналіну стимулюють α1, α2, β1, β2, β3 адренорецептори симпатичної нервової системи. Симпатичні нервові рецептори класифікуються як адренергічні на основі їх чутливості до адреналіну. Термін «адренергічний» часто неправильно тлумачиться, оскільки основним симпатичним нейромедіатором є норадреналін, а не адреналін, як це було відкрито Ульфом фон Ейлером у 1946 році. Адреналін має опосередковану β2-адренорецепторами дію на метаболізм і дихальні шляхи, без прямого нейронного зв'язку від симпатичних гангліїв до дихальних шляхів.
Волтер Бредфорд Кеннон спочатку запропонував концепцію мозкової речовини надниркових залоз і симпатичної нервової системи, які беруть участь у втечі, боротьбі та реакції на страх. Але мозкова речовина надниркових залоз, на відміну від кори надниркових залоз, не потрібна для виживання. У пацієнтів після адреналектомії гемодинамічні та метаболічні реакції на такі подразники, як гіпоглікемія та фізичні навантаження, залишаються нормальними.

## Патологія
Підвищена секреція адреналіну спостерігається при феохромоцитомі, гіпоглікемії, інфаркті міокарда та меншою мірою при есенціальному треморі (також відомому як доброякісний, сімейний або ідіопатичний тремор). Загальне підвищення активності симпатичної нервової системи зазвичай супроводжується підвищеною секрецією адреналіну, але існує вибірковість під час гіпоксії та гіпоглікемії, коли співвідношення адреналіну до норадреналіну значно підвищується. Таким чином, мозкова речовина надниркових залоз має певну автономність від решти симпатичної системи.
Інфаркт міокарда асоціюється з високим рівнем циркулюючого адреналіну та норадреналіну, особливо при кардіогенному шоці.
Доброякісний сімейний тремор (англ. BFT) реагує на периферичні β-адреноблокатори, а β2-стимуляція, як відомо, викликає тремор. Було виявлено, що у пацієнтів з BFT підвищений адреналін у плазмі, але не норадреналін.
Низькі або «нульові» концентрації адреналіну можуть спостерігатися при вегетативній нейропатії або після адреналектомії. Відмова кори надниркових залоз, як при хворобі Аддісона, може пригнічувати секрецію адреналіну, оскільки активність синтезувального ферменту фенілетаноламін-N-метилтрансферази, залежить від високої концентрації кортизолу, який стікає з кори в мозкову речовину.

## Вимірювання в біологічних рідинах
Адреналін може бути кількісно визначений у крові, плазмі або сироватці, як діагностична допомога, для моніторингу терапевтичного введення або для ідентифікації збудника у потенційної жертви отруєння. Концентрації ендогенного адреналіну в плазмі у дорослих людей, які перебувають у стані спокою, зазвичай становлять менше 10 нг/л, але вони можуть збільшуватися в 10 разів під час фізичних вправ і в 50 разів або більше під час стресу. Пацієнти з феохромоцитомою часто мають рівень адреналіну в плазмі 1000–10 000 нг/л. Парентеральне введення адреналіну кардіологічним пацієнтам, що надають невідкладну допомогу, може призвести до концентрації адреналіну в плазмі від 10 000 до 100 000 нг/л.

## Суспільство і культура

### Адреналіновий наркоман
Див. також: Пошук новизни
Адреналіновий наркоман — це той, хто бере участь у поведінці, пов'язаній із пошуком сенсацій через «гонитву за новими та інтенсивними враженнями, не зважаючи на фізичний, соціальний, юридичний чи фінансовий ризик». Такі дії включають екстремальні та ризиковані види спорту, зловживання психоактивними речовинами, незахищений секс і злочини. Цей термін стосується підвищення рівня адреналіну в крові під час фізіологічного стресу. Таке підвищення циркулюючої концентрації адреналіну є вторинним по відношенню до активації симпатичних нервів, що іннервують мозкову речовину надниркових залоз, оскільки воно відбувається швидко і не спостерігається у тварин, у яких надниркова залоза була видалена. Хоча такий стрес викликає викид адреналіну, він також активує багато інших реакцій у системі винагороди центральної нервової системи, яка керує поведінковими реакціями; поки концентрація циркулюючого адреналіну присутня, це може не стимулювати поведінку. Тим не менш, лише вливання адреналіну підвищує пильність і відіграє певну роль у мозку, включаючи посилення консолідації пам'яті.

### Сила
Основна стаття: Істерична сила
Адреналін був причетний до подвигів великої сили, які часто відбуваються під час кризи. Наприклад, є історії про те, як батьки піднімають частину автомобіля, коли їхня дитина опинилася під нею.[джерело?]